# 長崎県立諫早高等学校高来分校
長崎県立諫早高等学校高来分校（ながさきけんりつ いさはやこうとうがっこう たかきぶんこう）は、かつて長崎県諫早市高来町汲水にあった公立高等学校の分校。学校の通称は、高分（たかぶん）や、単に分校（ぶんこう）だった。

## 設置課程・学科
- 全日制課程
  - 普通科

## 沿革
- 1949年（昭和24年）5月 - 「長崎県立諫早農業高等学校湯江分校」が開校。（農業科・生活科）
- 1956年（昭和31年）9月 - 「長崎県立諫早農業高等学校高来分校」と改称。
- 1976年（昭和51年）4月1日 - 移管によって「長崎県立諫早高等学校高来分校」と改称。（普通科）
- 1984年（昭和59年）3月25日 - 新校舎が完成。
- 1985年（昭和60年）4月1日 - クラブハウスが完成。
- 1987年（昭和62年）
  - 2月17日 - 体育館が完成。
  - 2月20日 - 旧体育館を解体。
- 2005年（平成17年）4月1日 - 募集を停止。
- 2007年（平成19年）3月31日 - 閉校。

## 跡地の活用
- 2010年（平成22年）
  - 1月 - 高来分校跡地に（仮称）「小長井・高来地区体育館」建設体育館建設着工。[1]
  - 10月 - 体育館が完成。
  - 12月1日 - 「諫早市とどろき体育館」（メイン体育館・サブ体育館）として供用開始。[2]

## アクセス
- 長崎本線湯江駅下車徒歩10分。